# 速动比率
速動比率，又稱為酸性測試比率，是用來衡量公司流動性的重要比率之一。由於只考量可立即用來償還流動負債的資金科目(如：現金、約當現金、應收帳款及短期投資等資產)，因此對公司流動性能更精準衡量。速動比率小於1的公司，意指其目前無法償還流動負債。
| 速动比率＝ | 速动资产 | ＝ | 流动资产－存货-預付款項 |
| 速动比率＝ | 流动负债 | ＝ | 流动负债                |

要注意的是，庫存不包括在速動比率的流動資產，但包含在流動比率裡。此比率檢驗企業實體的可行性，但並不一定保證企業的健康程度。
如果一個企業在應收帳款的部分有很龐大的金額，且在長時間之後到期(例如120天)，而基本費用和應付帳款即刻到期之下，速動比率看起來會很健全，但實際上這個企業已經快要用完現金了。相反地，如果企業已經和客戶協商快速付款或現金付款的方式，那麼它可能會有非常低的速動比率但卻企業能力卻相當健全。
一般來說，酸性測試比率應為1:1或更高，但是此比率在各行業中會有不同變化。 在一般情況下，該比率越高，公司的流動性越佳（即能夠更佳地使用流動性資產以滿足流動負債）。